# Bildnis eines behinderten Mannes
Das Bildnis eines behinderten Mannes ist ein Ölgemälde aus dem 16. Jahrhundert in der Kunst- und Wunderkammer auf Schloss Ambras Innsbruck, einer Außenstelle des Kunsthistorischen Museums Wien.

## Bildbeschreibung
Das querformatige Bild misst 135 × 110 cm. Es zeigt einen bis auf Halskrause und Hut nackten, liegenden Mann vor einem dunklen Hintergrund; an Möbeln ist eine Art Liege, auf der der Porträtierte liegt, sowie hinter seinem Kopf ein Kasten oder Schränkchen mit durchbrochenen oder durch Einlegearbeit verzierten Türen und Seitenwänden erkennbar. Oberhalb des Rückens des Liegenden ist die Farbe beschädigt.
Der dargestellte Mann wendet sein Gesicht im Dreiviertelprofil dem Betrachter zu; der Hals des Liegenden ist steil aufgerichtet. Im Gegensatz zu dieser angespannten Kopfhaltung liegt der Rumpf, der vor dem dunklen Hintergrund fast weiß leuchtet, schlaff und kraftlos auf seiner Unterlage. Der linke Arm liegt parallel zum Körper, die Muskeln scheinen atrophiert und die Finger wirken nicht funktionstüchtig. Der Daumen fällt Richtung Handteller. Die Oberschenkel scheinen verkürzt, die ebenfalls dünnen und wenig bemuskelten Unterschenkel sind gekreuzt und angezogen, die Füße deformiert.
Zwischen dem mit Kragen, Krause und Hut bekleideten aufgerichteten Kopf und dem nackten, leblosen Körper, der etwa zwei Drittel der Bildbreite einnimmt, besteht ein starker Kontrast.

## Geschichte des Bildes

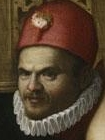
Ein Porträt?

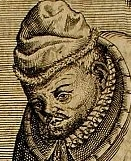
Zum Vergleich:Thomas Schweicker

Die Gemäldesammlung auf Ambras wurde durch Erzherzog Ferdinand II. (1529–1595) eingerichtet und war von Anfang an als Ausstellung in der Art eines Museums geplant. Es ist durchaus möglich, dass das Bildnis des behinderten Mannes schon zum Grundstock der Sammlung gehörte.
Wen das Bild auf Schloss Ambras darstellt, ist bis heute nicht bekannt. Das Bildnis stammt aus dem 16. Jahrhundert, einer Zeit, für die zahlreiche Kontakte zwischen Herrscherhöfen und Kunstsammlern einerseits und Naturforschern und Wissenschaftlern andererseits belegt sind. Es ist also möglich, dass der Porträtierte aus wissenschaftlichem Interesse nackt und mit allen Details seiner Behinderung dargestellt worden ist. Ebenso wahrscheinlich ist allerdings, dass er nur als lohnendes Objekt für eine Kuriositätensammlung angesehen wurde. Auffallend ist in jedem Fall der porträthafte Charakter der Darstellung des Kopfes, der einer Darstellung des behinderten Körpers allein aus Schaulust oder wissenschaftlichem Interesse widerspricht. Eine Identifikation mit dem armlosen Kunstschreiber Thomas Schweicker wurde zeitweise versucht, ist aber aufgrund des Behinderungsbildes höchst unwahrscheinlich.
Michel de Montaigne wurde 1580/81 der Besuch des Schlosses und die Besichtigung der Sammlung aus nicht ganz geklärten Gründen verwehrt. Woher Montaigne überhaupt wusste, dass sich auf dem Schloss eine Bildersammlung befand, ist unbekannt. Wahrscheinlich wäre das ungewöhnliche Bild für ihn interessant gewesen, schilderte er doch im zweiten Band seiner Essais die Zurschaustellung eines Kindes mit Fehlbildungen und kommentiert dies dann: „Was wider die Gewohnheit geschieht, nennen wir wider die Natur. Doch es gibt nichts, überhaupt nichts, was nicht gemäß der Natur geschähe. Lasst uns anhand ihrer universalen Vernunft die abwegige Verblüffung abschütteln, die uns bei ungewohnten Erscheinungen jedes Mal überkommt!“
Weniger modern urteilte der Arzt und Numismatiker Charles Patin, als er 1690 dem Bildnis des behinderten Mannes vergleichbare Porträts auf Ambras zu Gesicht bekam. Nicht „ohne Entsetzen“ habe er die „fürchterlich entstellt“en Körper betrachten können, berichtete er.
Spätere Generationen urteilten offenbar ebenso wie Patin, es wurde diskutiert, ob das Bild der Öffentlichkeit überhaupt zuzumuten ist.

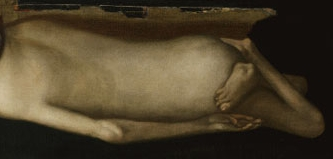
Der Körper

Eine Besonderheit ist, dass der Körper des Porträtierten vermutlich von Beginn an durch ein herabhängendes rotes Papier überdeckt war, das der Betrachter anheben und wieder fallenlassen konnte. Farbbeschädigungen oberhalb seines Rückens zeigen die Stelle, an der das Papier angeklebt war. Im Bereich unterhalb der Halskrause und hinter den abgewinkelten Beinen waren eine Art „Knöpfe“ gemalt, die nahelegen, dass bereits beim Entstehen des Gemäldes Vorkehrungen getroffen worden waren, den Körper des Mannes bedeckt darzustellen. Eine Eintragung im Inventar von Schloss Ambras aus dem Jahr 1666 beschreibt das Bild: „Ain conterfet aines mannß, so ain rotes käpl auf dem haupt, nackehend mit einem roten pappier, so schadhaft bedeckht“.
Angesichts der Tatsache, dass das Mobiliar und die Kleidungsstücke auf dem Bild genau in das Umfeld passen, in dem das Bild bis heute hängt, ist von einer Auftragsarbeit für Ferdinand II. und seine Sammlung auszugehen. Im frühesten bekannten Katalog der Sammlung auf Ambras, der aus dem Jahr 1621 stammt, wird das Bild allerdings nicht erwähnt; dieser Katalog verfährt jedoch öfter summarisch und nennt nicht jedes einzelne Stück der Sammlung gesondert. Auch ein Inventar aus dem Jahr 1882 führt das Gemälde nicht auf. Dies muss allerdings nicht bedeuten, dass das Bild sich zu diesen Zeiten nicht in der Sammlung befand, wurde es doch auch von der Forschung jahrhundertelang mit Schweigen übergangen. Das lange Jahre „Bildnis eines Krüppels“ genannte Porträt trägt heute als „Bildnis eines behinderten Mannes“ die Inventarnummer 8344 der Kunstkammer Schloss Ambras (Kunsthistorisches Museum Wien).

## Forschung und Ausstellung
Erst neuerdings beginnt sich die Forschung mit dem Bildnis eines behinderten Mannes zu beschäftigen; zu nennen ist hier insbesondere die Arbeitsgruppe um Prof. Dr. Volker Schönwiese bzw. ein transdisziplinäres und partizipatorisches Forschungsprojekt.
Vom 8. Dezember 2006 bis zum 30. Juni 2007 stand das Bild im Mittelpunkt einer Ausstellung auf Schloss Ambras b. Innsbruck.

## Medizinische Diagnose
Möglicherweise zeigt der Porträtierte Symptome einer Arthrogryposis multiplex congenita, einer angeborenen Versteifung von Gelenken.